# Доненбай
Доненбай (каз. Дөненбай, ранее — Акшатау) — село в Аягозском районе Абайской области Казахстана. Административный центр Акшатауского сельского округа. Находится на левом берегу реки Калгутты примерно в 33 км к северо-западу от Аягоза. Код КАТО — 633443100.

## Население
В 1999 году население села составляло 1000 человек (505 мужчин и 495 женщин). По данным переписи 2009 года в селе проживали 863 человека (442 мужчины и 421 женщина).